# 1er régiment de parachutistes d’infanterie de marine

Abzeichen des 1er RPIMa

Das 1er régiment de parachutistes d’infanterie de marine (1er RPIMa) (deutsch 1. Fallschirmjäger-Regiment der Marineinfanterie) ist eine Spezialeinheit der Fallschirmjäger des französischen Heeres in Regimentsstärke. Sie führt aus Traditionsgründen (Überseeeinsatz in den ehemaligen französischen Kolonien) den Namenszusatz de marine.
Das Hauptquartier des 1er RPIMa befindet sich in der Citadelle Général Bergé in Bayonne, Département Pyrénées-Atlantiques in der Region Nouvelle-Aquitaine. Der Kommandeur des Regiments steht im Rang eines Colonel.
Das Motto Qui ose gagne („Wer wagt, gewinnt“) geht auf die Gründung des Regiments im Zweiten Weltkrieg zurück, als es als Teil der Freifranzösischen Streitkräfte dem britischen SAS unterstand. Das heutige Regiment wurde aus dem 2e régiment de chasseurs parachutistes und dem 3e régiment de chasseurs parachutistes der SAS gebildet.

## Einordnung
Das 1er RPIMa ist Teil des Commandement des forces spéciales terrestres (dt. „Heeres-Sondereinsatz-Kommando“), in der die Spezialeinheiten des Heeres zusammengefasst sind. Das Commandement des forces spéciales terrestres selbst ist Teil des teilstreitkräftübergreifenden Commandement des opérations spéciales (COS) (dt. „Oberkommando für Sondereinsätze“) der französischen Streitkräfte.
Mit der primären Spezialisierung auf Kommandoeinsätze, unkonventionelle Kriegführung und Terrorismusbekämpfung geht das Einsatzprofil des Regiments über dasjenige normaler Fallschirmjägereinheiten hinaus.

## Geschichte
Der Grundstock des Regiments wurde am 15. September 1940 in Ringway, England zunächst als 1er compagnie d’infanterie de l’air  (dt.„1. Luft-Infanterie-Kompanie“) von Capitaine Georges Bergé mit nur 50 Mann aufgestellt. Kurz darauf wurde die Kompanie in Compagnie de chasseurs parachutistes (1er CCP) (dt. „1. Fallschirmjäger-Kompanie“) umbenannt. David Stirling, der Gründer und Kommandeur des britischen Special Air Service veranlasste im Spätsommer 1941, dass diese Kompanie als Teil der Streitkräfte des Freien Frankreich in den SAS integriert wurde. Es diente als Free French Special Air Services (SAS) mit dem 3 SAS (2e RCP) und 4 SAS (3e RCP) unter britischem Befehl.
1941 gehörte der Verband zu den britischen Verteidigern in der Luftlandeschlacht um Kreta, als es deutschen Fallschirmjägern im Rahmen der bis dahin größten Luftlandeoperation der Militärgeschichte in verlustreichen Kämpfen gelang, die Insel zu erobern. Sie konnte aber zusammen mit zahlreichen britischen Truppen rechtzeitig evakuiert werden.
1942 nahm der Verband an den Kämpfen in Libyen gegen das Deutsche Afrikakorps teil, das unter dem Kommando von Erwin Rommel stand, und ging gemeinsam mit dem britischen Teil des SAS vornehmlich auf die so genannten Long Range Desert Patrols, Fernaufklärungspatrouillen tief hinter den feindlichen Linien.
1943 nahm der Verband an den Kämpfen in der Schlacht um Tunesien teil, die Anfang Mai mit der Kapitulation der Achsenmächte am Cap Bon endete.

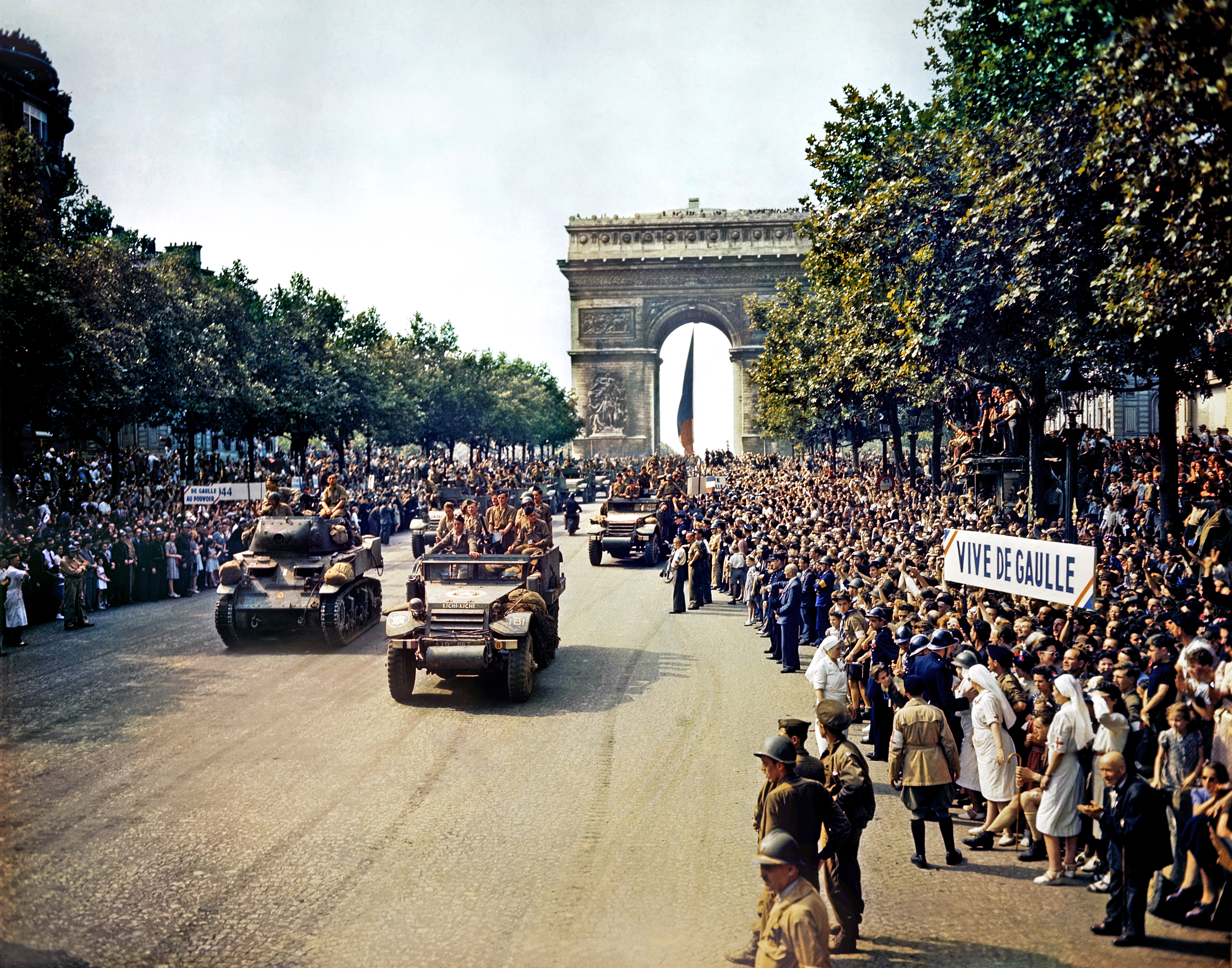
Triumphaler Einzug in Paris, 24. August 1944

Bei den Kämpfen zur Befreiung von Paris 1944 gehörte der Verband zu den freifranzösischen Truppen, die gemeinsam mit der Résistance die Stadt besetzten, nachdem der deutsche Garnisonskommandant Dietrich von Choltitz entgegen einem Führerbefehl Hitlers, die Stadt komplett zu zerstören, kapitulierte.
Im Winter 1944–1945 wurde der Verband von der Ardennenoffensive überrascht, der letzten großen deutschen Offensive im Zweiten Weltkrieg. Nach Anfangserfolgen konnten aber die deutschen Ziele – das Erreichen Lüttichs und die Zerschlagung der zusammenhängenden alliierten Verteidigung – nicht erreicht werden, da bereits nach wenigen Tagen das Wetter wieder den Einsatz der alliierten Luftüberlegenheit erlaubte.
Am 1. Oktober 1945 wurden die beiden Verbände aus dem SAS herausgelöst, wieder französischem Befehl unterstellt und zu einem Regiment vereint. Nach Einsätzen im Indochinakrieg (1946–1954) wurde es reorganisiert und diente während des Algerienkrieges (1954–1962) als Ausbildungseinheit für die koloniale Fallschirmjäger-Gruppe.
Das Regiment wurde auch bei der Operation Barracuda eingesetzt, bei der der ehemalige Präsident der Zentralafrikanischen Republik David Dacko am 21. September 1979 einen erfolgreichen Putsch gegen Kaiser Bokassa, der sich auf einer Reise nach Libyen befand. Eine Kommandoeinheit des französischen Nachrichtendienstes SDECE (heute: DGSE) ging gemeinsam mit Spezialkräften des 1. Fallschirmjägerregiments der Marineinfanterie unter dem Kommando von Colonel Brancion-Rouge vor. Sie landeten mit einer Transall und übernahmen die Kontrolle über den Flughafen Bangui. Dadurch konnten weitere 300 Soldaten ins Land gebracht werden. Das Kaiserreich wurde abgeschafft und die Republik wiederhergestellt. Bokassa flüchtete über die Elfenbeinküste, wo er knapp vier Jahre lang lebte, schließlich nach Frankreich. Dort erhielt er aufgrund seiner engen Verbindung zur französischen Armee Asyl.
Bis 1974 behielt das Regiment seinen Status als Ausbildungseinheit bei, um dann im selben Jahr abermals reorganisiert zu werden. Dieses Mal wurde es zu einer Sondereinsatztruppe umgewandelt mit dem Einsatzschwerpunkt Kommandooperationen.
Teile des 1er RPIMa wurden zwischen 1990 und 1991 im Zweiten Golfkrieg eingesetzt.

### Einsätze
Seit den 1970er Jahren war das Regiment in zahlreichen Operationen auf dem afrikanischen Kontinent, in überseeischen Gebieten, aber auch im Nahen Osten im Einsatz:
- 1977: Zaïre, Operation Verveine
- 1979: Zentralafrikanisches Kaiserreich, Operation Barracuda
- 1983: Tschad, die Operationen Manta und Operationen Épervier
- 1990: Gabun, Operation Requin
- 1991: Während des Zweiten Golfkrieges, Operation Daguet
- 1991: Togo, Operation Verdier
- 1992: Zaïre, Operation Baumier
- 1992: Somalia, Operation Oryx
- 1992: Komoren, Operation Osite
- 1993/1994: Ruanda, Operationen Noroit, Operationen Chimère, Operationen Amaryllis und Operationen Turquoise
- 1995: Komoren, Operation Azalée
- 1996: Zentralafrikanische Republik (Bangui), Operation Almandin 2 und Operationen Almandin 2bis
- 1997: Kongo (Brazzaville), Operation Pélican 2
- 2011: Internationaler Militäreinsatz in Libyen 2011 (Operation Harmattan)
- 2019: Geiselbefreiungsoperation in Burkina Faso[4]

## Auftrag
Der Auftrag der 1er régiment parachutiste d’infanterie de marine bewegt sich in der Regel auf der unteren taktischen Ebene und im Rahmen allgemeiner militärischer Operationen.
Der Verband ist durchgängig sprungtauglich, Teile sind HAHO und in besonderen Infiltrationstechniken ausgebildet.
Klassische Einsatzprofile sind Kommandooperationen, mit der gezielten Einnahme, Unbrauchbarmachen oder Zerstören von feindlichen Schlüsselstellungen wie Flugplätze, Kommunikations- und Führungseinrichtungen, Artillerie- und Raketenstellungen, Brücken, Häfen, Nachschubbasen, Bunkern oder sonstigen besonderen Feindstellungen. Diese Handstreiche (engl. direct action) werden sowohl in der Close Combat Zone als auch nach erfolgreicher Infiltration im feindlichen Hinterland in der Deep Combat Zone durchgeführt.
Ein weiteres Aufgabengebiet ist Sabotage, die operative Aufklärung in der tiefe des Feindraums und die Bergung von Personal und Ausrüstung hinter den feindlichen Linien. Ein Schwerpunkt der Ausbildung liegt in der Ausführung von Such- und Rettungsoperationen unter Gefechtsbedingungen (CSAR). Soldaten des Regiments können darüber hinaus auch als vorgeschobenen Artilleriebeobachter und Zielmarkierer für Smart Bombs eingesetzt werden.
Der Verband stellt die primäre Komponente für Terrorismusbekämpfung durch das französische Militär. Zwar gehört die Groupe d’intervention de la gendarmerie nationale (GIGN) der Gendarmerie nationale auch zum Verteidigungsministerium und genießt in Sicherheitskreisen einen exzellenten Ruf, jedoch werden in Frankreich Auslandseinsätze traditionell vom Militär und nicht von Polizeikräften ausgeführt.
Das 1er RPIMa ist auch im Personenschutz ausgebildet und schützt hochrangige französische Militärpersonen im Ausland. Soldaten des Regiments werden oft als Militärberater im Ausland eingesetzt, wo sie einheimische Kräfte in Militär- und Sicherheitsfragen ausbilden, unterstützen und gegebenenfalls auch als Kriseninterventionkräfte wirken. In dieser Funktion sind sie vergleichbar mit den US Special Forces.

## Organisation
Das 1er RPIMa besteht aus sieben Kompanien
- Stabs- und Logistikkompanie (CCL),
- Ausbildungskompanie,
- Kompanie für Fernmeldewesen und nachrichtendienstliche Aufklärung,
- vier Kommandokompanien (RAPAS; recherche aéroportée et action spécialisée) (dt. „(Luftlande-)Aufklärung und Kommandokriegführung“), auch compagnies de combat SAS.

Jede Kommandokompanie besteht aus vier Zügen (Sections), mit jeweils zwei Teams. In jeder Kompanie hat jeder der Züge eine andere Spezialisierung. Der erste ist ein Scharfschützen- und Fernspähzug (STELD: Section tireur d'élite longue distance et courte distance), der zweite ist ein Fernmelde- und teleoptischer Aufklärungszug (Gattri: acquisition de rens par téléobjectif et capture vidéo et transmission par moyen sattélitaire), der dritte ein Antiterrorzug für Häuserkampf, Zugriff und Geiselbefreiung (Invex: libération d'otage, arrestation de criminel de guerre, combat en milieu clos) und der vierte ein gemischter Kommando- und Antiterrorzug (RCO: Rapas chuteur Opérationnel tout formé Invex et Gdc). Damit ist jede Kompanie vollumfänglich zum selbständigen Einsatz befähigt.

### Gliederung
Entsprechend der ursprünglichen Aufstellung unter dem Kommando des britischen Special Air Service beruhen Gliederung und Aufträge der einzelnen Kompanien des 1er RPIMa auf der der SAS. Je eine Kompanie ist spezialisiert auf eine spezielle Verbringungs- und Einsatzart – maritime Einsätze, luftbewegliche und Fallschirmsprungeinsätze oder landbewegliche Einsätze mit (bodengebundenen) Aufklärungsfahrzeugen.
Eine Stabs- und Versorgungskompanie und vier Kampfkompanien mit
- 1./ Kompanie (Freifall-Fallschirmspringer HAHO / Fahrer für Gefechtsfahrzeuge / Orts- und Häuserkampf / Counter-Terrorismus und Personenschutz)
- 2./ Kompanie (Gebirgskampf und Kampf unter arktischen Bedingungen, Wüstenkampf und Dschungelkampf)
- 3./ Kompanie (Aufklärungseinsätze mit Aufklärungsradfahrzeugen)
- 4./ Kompanie (Aufklärung, Auswahl und Ausbildung).

## Rekrutierung und Ausbildung
Jeder Aspirant wird zuerst auf seine physische und psychologische Eignung geprüft, bevor zu dem eigentlichen Auswahlverfahren zugelassen wird. Da besonders mentale Stabilität bei einem Kommandosoldaten wichtig ist, wird auf diesen Aspekt besonderes Wert gelegt.
Die Auswahlphase dauert neun Monate bei einer Ausfallrate von über 50 %. Zunächst beginnt sie mit einem so genannten Basistraining, das zwei Monate dauert und in dem die Grundlagen infanteristischer Gefechtsführung geübt werden, gefolgt von dem Grundlehrgang in Kommandogefechtsführung (Lehrgang 1).
Hat der Kandidat diese Auswahlphase erfolgreich durchlaufen, wird ihm ein aktives Mitglied der Einheit als Mentor zur Seite gestellt, mit dem er eine bestimmte Spezialfähigkeit erlernt und vertieft.
Wenn das absolviert ist, erhält der Soldat seinen aktiven Einsatzstatus, ist nun ein vollwertiges Mitglied des 1er RPIMa und wird einer der drei Kommandokompanien (RAPAS) zugeteilt. Dennoch muss der Neuling eine oder mehrere weiterführende Zusatzausbildungsabschnitte (Spezialisierungen) durchlaufen, wie Kurse in HAHO-Sprungtechnik, Fernspähaufklärung, Kommunikations-, Spreng- und Scharfschützenlehrgänge sowie Lehrgänge in alpiner, Dschungel-, Wüsten- und littoraler Kriegführung.
Hat der Soldat sich bewährt, durchläuft er den 15-monatige RAPAS-CT1-Kurs in fortgeschrittener Kommandogefechtsführung (Lehrgang 2).
Das Regiment führt neben turnusmäßigen Übungen in Dschungelkriegführung in Französisch-Guayana und Wüstenkriegführung in Dschibuti regelmäßig auch gemeinsame Übungen mit dem ihm traditionell und einsatzspezifisch eng verbundenen britischen SAS durch.

## Ausrüstung

### Waffen

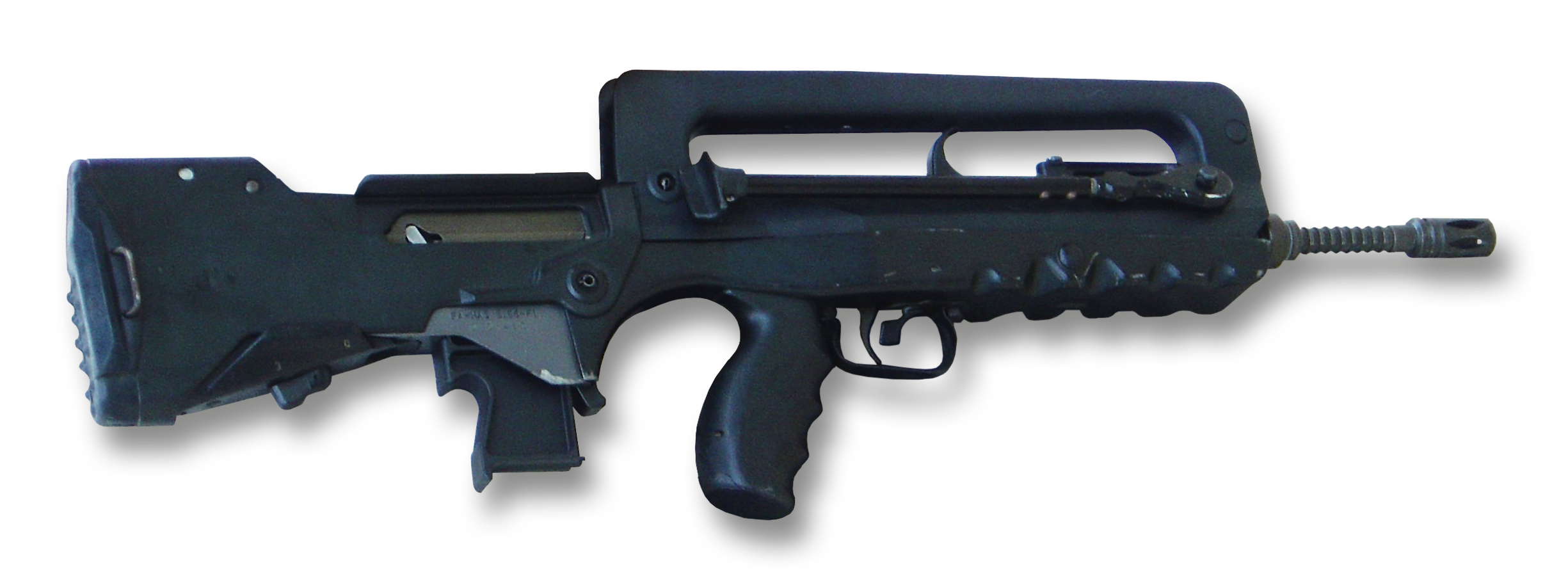
FAMAS

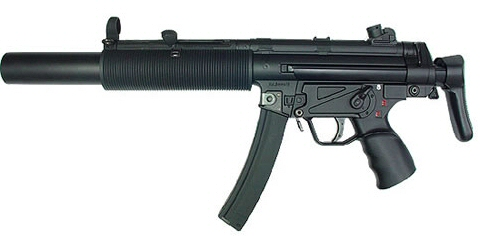
HK MP5 SD3 mit integriertem Schalldämpfer

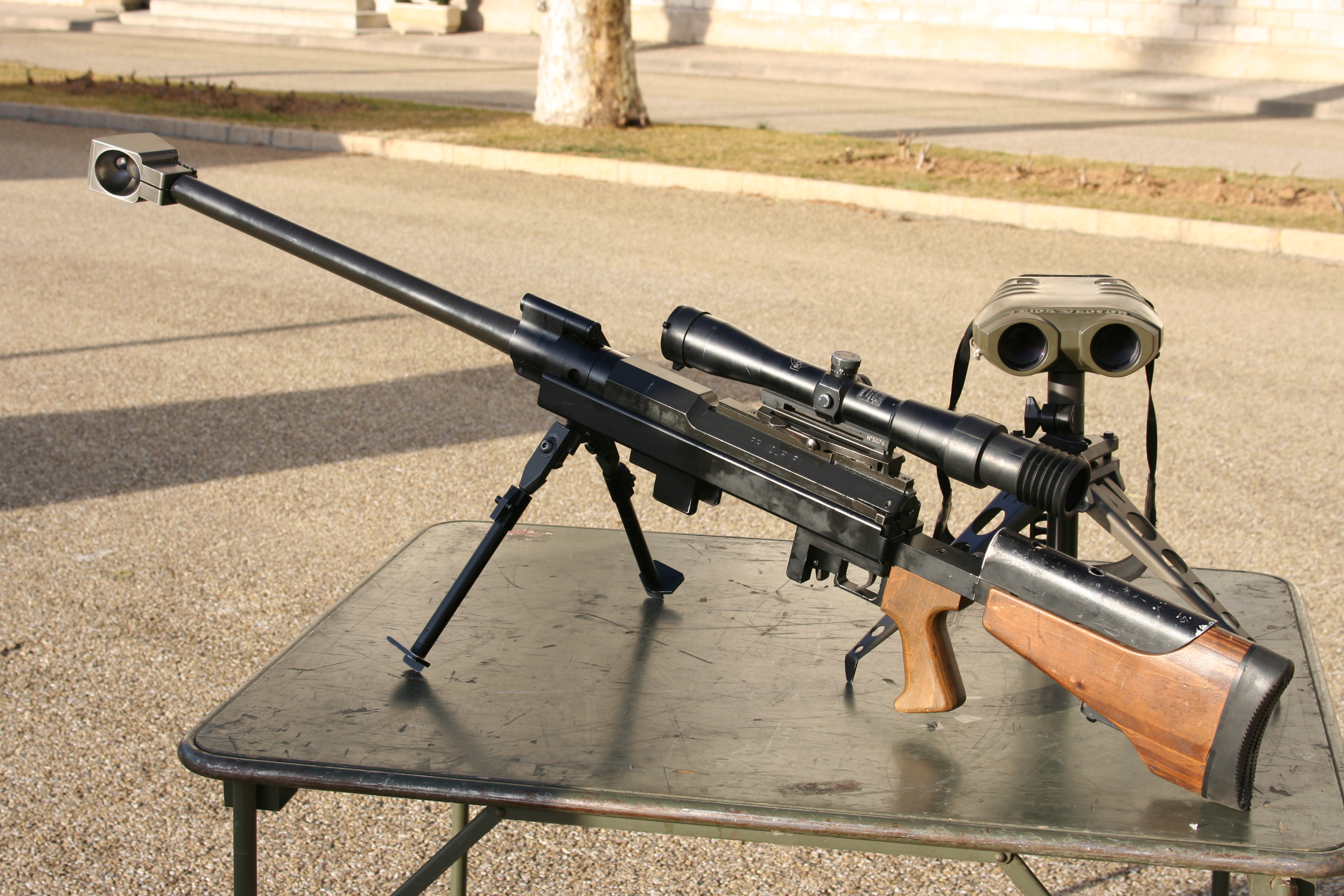
PGM Hécate II

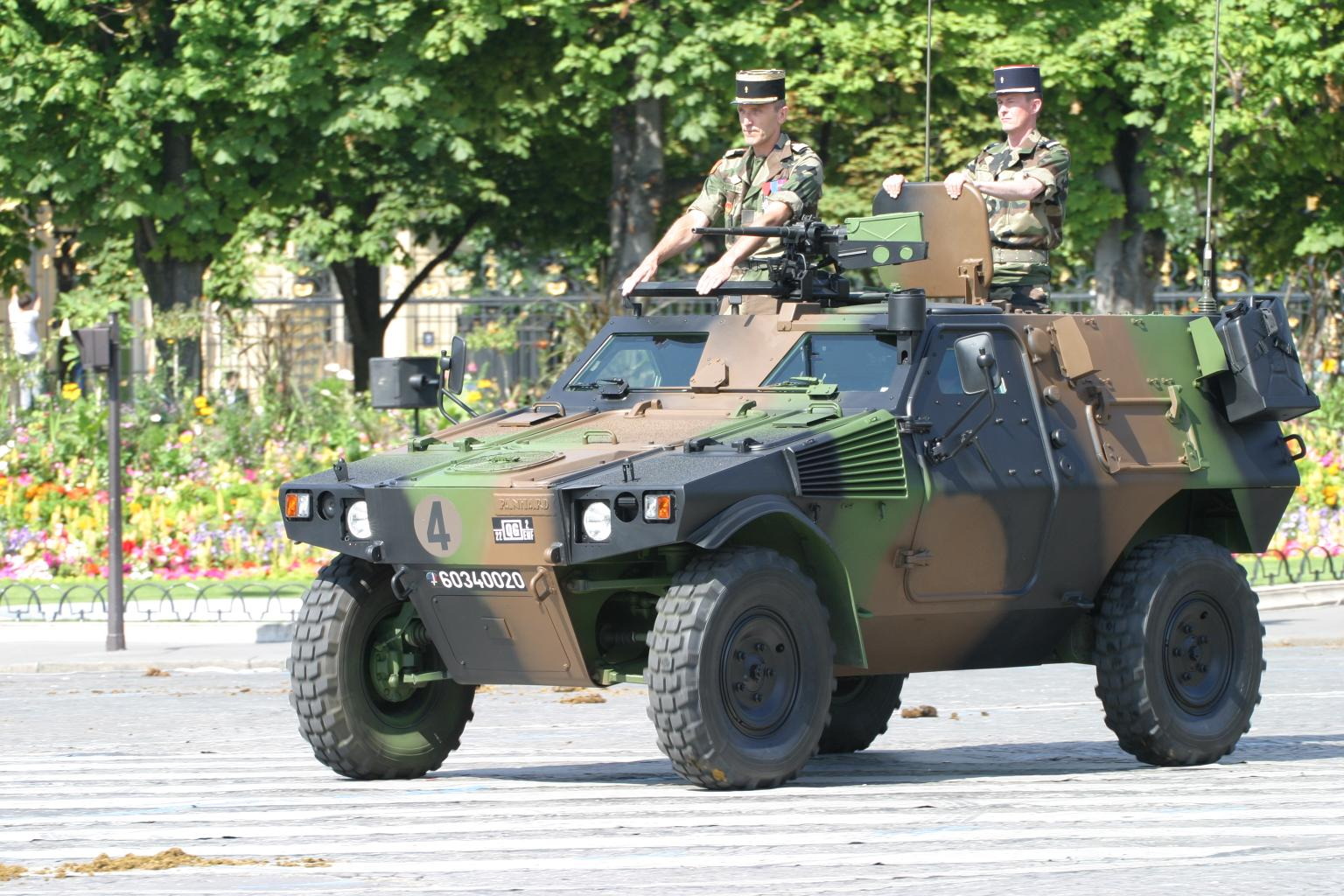
Véhicule Blindé Léger (VBL)

Das Regiment führt als Standardwaffe das FAMAS-Sturmgewehr in verschiedenen Ausführungen im Kaliber 5,56 mm, es sind aber auch eine Reihe von Fremdwaffen in Gebrauch, wie das deutsche HK G3 A3, das M4 aus US-Produktion einschließlich eines optionalen Anbaugranatwerfers vom Typ M203 als Zubehör, HK416, HK417.
- Sturmgewehr HK 416 und HK 417
- Sturmgewehr FAMAS
- Sturmgewehr M4
- Sturmgewehr M16
- Gewehrgranatgerät M203
- Gewehrgranatgerät AG-HK416
- Pistole PAMAS G1
- Pistole HK USP
- Pistole Glock 17
- Maschinenpistole HK MP5 (verschiedene Versionen)
- Maschinenpistole P90
- Maschinengewehr FN Minimi
- Maschinengewehr Browning M2
- Maschinengewehr AANF1 (7.62 mm NATO)
- Pump-gun (halbautomatisch) Benelli M3T
- Pump-gun (halbautomatisch) Benelli M4 Super 90
- Scharfschützengewehr PGM Hécate II
- Scharfschützengewehr HK MSG90
- Scharfschützengewehr Sako TRG42

Für den Kampf in beengtem Umfeld (Close Quarter Battle; CQB), wie zum Beispiel dem Häuserkampf, nutzt das 1er RPIMa, wie auch die meisten anderen Spezialeinheiten der Welt, die HK MP5-Maschinenpistole von Heckler & Koch in diversen Varianten, hauptsächlich aber in der Version HK MP5 SD3 mit integriertem Schalldämpfer, für Personenschutzaufgaben sind auch FN P90 in Gebrauch, da diese sich gut verbergen lassen. Ebenso werden auch Granatpistolen vom Typ HK69 A1, mit denen auch Blend- und Reizgasgranaten verschossen werden können, verwendet. Als „Türöffner“ sind Vorderschaftrepetierflinten (pump guns) in Gebrauch.
Zur Feuerunterstützung verfügt das Regiment über Maschinengewehre der Typen AA-52 7.62 mm („Cinquante-Deux“, dt. „52“) aus französischer und M249 SAW (Minimi) und M2 Maschinengewehr im Kaliber 12,7 mm aus amerikanischer Produktion. Die Scharfschützen nutzen die Präzisonslangwaffen der Typen PGM Hécate II (mit Schalldämpfer), HK MSG90 und das Sako TRG42.
Für die Panzer- und Flugzeugabwehr stehen die Systeme MILAN und Armour Piercing Infantry Light Arm System (APILAS) sowie Stinger und Mistral zur Verfügung, für die Gefechtsfeldunterstützung sind diverse Mörsertypen in Gebrauch.

### Ausrüstung
Normalerweise wird der Kampfanzug des Heeres getragen, bei Antiterror-Operationen, Geiselbefreiungen und verdeckten Einsätzen jedoch schwarze schwerbrennbare Nomexanzüge mit integrierten Kevlareinsätzen. Darüber wird eine Gefechtsmittel-Weste mit einer Vielzahl von Taschen getragen, mit Platz für Sekundär- und Tertiärwaffen und Kampfmittel (Pistole, Messer und Handgranaten), Munition und Ausrüstungsgegenstände, wie einer ABC-Schutzmaske. Bei solchen Einsätzen kommen spezielle digitalverschlüsselte Kommunikationssysteme (Headsets) zum Einsatz. Statt der üblichen Standard-Springerstiefel der Fallschirmjäger, werden meist die in Sicherheitskreisen bevorzugten Stiefel der britischen Firma Hi-Tec mit rutschfesten Sohlen getragen.
Das 1er RPIMa trägt, wie alle französischen Fallschirmjäger traditionelle das rote Barette. Nur das 2e régiment étranger de parachutistes (2er REP) der Fremdenlegion trägt grüne (Béret vert).
Das Regiment ist mit diversen Fahrzeugen ausgestattet wie dem Véhicule Blindé Léger (VBL), dem VLRA, Peugeot P4 und VRI, für den maritimen Einsatz stehen Zodiak-Boote und Kajaks für die leise Annäherung von See her zur Verfügung.